# Lucie Granier
Pour les articles homonymes, voir Granier.
Lucie Granier, née le 11 juin 1999 à Marseille (Bouches-du-Rhône), est une handballeuse internationale française évoluant au poste d'ailière droite au Metz Handball, en Division 1.
Avec l'équipe de France, elle est championne du monde en 2023 puis vice-championne olympique en 2024.

## Biographie

### Jeunesse et formation
Originaire de Marseille, elle commence sa formation au Handball Plan-de-Cuques dans les Bouches-du-Rhône — où elle y découvre notamment la deuxième division nationale — avant de l'a poursuivre au centre de formation de l'ES Besançon, structure qu'elle rejoint en 2017 à l'âge de 18 ans,. Elle déclare sur cette période : « Après le pôle espoir, j’avais le choix de rester dans mon club d’origine ou d’intégrer un centre de formation, à Metz ou à Besançon. J’ai choisi le club de Besançon pour son côté familial, convivial et surtout très réputé dans la formation de joueuses . » Quelques mois après son arrivée dans le Doubs, en septembre 2017, elle effectue des débuts très remarqués avec les professionnelles de l'équipe première, à l'occasion d'un match de Division 1 face à Brest où elle inscrit trois buts à la gardienne Cléopâtre Darleux en sortie de banc. « Je me souviens de ce match », dit-t-elle « Très bien même. Car ce soir-là, alors que je venais d’arriver à Besançon dans un nouvel environnement, je me suis dit que c’était pour de tels moments que je faisais du handball. Et que vraiment, je me sentais à ma place. »

### Carrière en club
En janvier 2021, elle signe son premier contrat professionnel avec le club bisontin, pour une durée de 2 saisons et prenant effet à compter de l'exercice 2021/2022,,. Diplômée d’un DUT information-communication, elle met dès lors ses études entre parenthèses afin de se consacrer pleinement à sa carrière. Le 11 juin 2022 — jour de ses 23 ans —, se déroule la finale de la Coupe de France où son club défie Metz Handball au palais omnisports de Paris-Bercy. Malgré de bonnes intentions, Granier (aucun but) et les Bisontines s'inclinent sur le score de 33 buts à 23 au terme d'une rencontre nettement dominée par le club lorrain.
Elle rejoint Metz Handball à partir de la saison 2023-2024.
Le 4 décembre 2024, elle prolonge son contrat de deux saisons supplémentaires avec le club mosellan, soit jusqu'en juin 2027.

### En sélection
Le 6 octobre 2021, elle fait ses débuts en équipe de France dans « sa » salle de Besançon à l'occasion d'un match qualificatif pour le Championnat d'Europe 2022 face à la Tchéquie — victoire 38 à 22 des Bleues — où elle inscrit trois buts,. Elle affirme après coup : « Honnêtement ça a été un "truc de fou". Ma famille était présente, le public bisontin a répondu présent, j'ai joué dans ma salle... tous les éléments étaient réunis pour que cette première sélection se passe bien. C'est difficile à décrire, j'étais contente, et à la fois j'étais impressionnée. Un moment émouvant et à la fois excitant en quelque sorte. » Deux mois plus tard, elle figure sur la liste des 18 joueuses appelées par le sélectionneur Olivier Krumbholz pour le Championnat du monde 2021 en Espagne où elle vit sa première expérience d'un grand tournoi international. Elle qui « ne s'attendais pas à jouer cette compétition, », décroche la médaille d'argent après une défaite en finale 29 à 22 face à la Norvège,. À son retour en club, elle est honorée par la Ville de Besançon.

## Palmarès

### En sélection

#### Championnat du monde
- médaille d'argent au championnat du monde 2021.
- médaille d’or au championnat du monde 2023.

#### Jeux olympiques
- médaille d'argent au Jeux olympiques 2024 à Paris

### En club
- Championnat de France :
  - Vainqueur (1) : 2024
- Coupe de France :
  - Vainqueur (1) : 2024
  - Finaliste (1) : 2022.

## Décorations
- Chevalier de l'ordre national du Mérite (2024)[18]